# Miao-li
Miao-li (znaky: 苗栗; tongyong pinyin: Miáolì; hanyu pinyin: Miáolì; tchajwansky: Biâu-le̍k) je město v Čínské republice, leží v severozápadní části ostrova Tchaj-wan. Ve správním systému Čínské republiky je hlavním městem okresu Miao-li. Rozkládá se na ploše 37,89 km² a má 91 100 obyvatel (srpen 2007). Ve městě Miao-li žije poměrně velký počet obyvatel národnosti Hakka.